# Tres anclados en París
Tres anclados en París és una pel·lícula argentina en blanc i negre dirigida per Manuel Romero sobre el seu propi guió que es va estrenar el 26 de gener de 1938 i que va tenir com a protagonistes a Florencio Parravicini, Tito Lusiardo, Irma Córdoba, Enrique Serrano i Hugo del Carril. El nom original del film era el de Tres argentinos en París, però degué ser canviat per exigència de les autoritats.

## Sinopsi
Tres argentins que viuen a París i somien amb tornar a Buenos Aires però manquen de recursos per al passatge, troben la seva oportunitat quan arriben a París un hisendat, un home de negocis i la filla d'aquest. En una partida de pòquer falsejada els tres ancorats obtenen dels nouvinguts els diners per als passatges; ocorre no obstant això que l'empresari ha comès un desfalc i anirà a la presó si no retorna els diners. El personatge representat per Parravicini, que és el veritable pare de la filla adoptiva d'aquell, li lliura els diners guanyats perquè solucioni el seu problema i els tres romanen a París veient-los-hi en un final amb la millor poètica de Romero creuant un pont sota la boirina, silenciosos, una altra vegada ancorats però amb la feliç tristesa de l'autoestima recobrada.

## Producció
El flamant Institut Cinematogràfic de l'Estat va obtenir que es prohibís l'estrena de la pel·lícula perquè va creure veure en la partida tramposa de cartes un mal al prestigi del país. Amb una vigorosa protesta els productors Romero i Guerrico es van negar a efectuar talls i van obtenir que es deixés sense efecte la prohibició amb la sola concessió de canviar el títol que originalment era Tres argentinos en París. El fet va incrementar l'interès per veure el film, que va ser un dels majors èxits del cinema i va quedar reconeguda com un dels seus clàssics.
En la pel·lícula es va fer per primera vegada al país un ús ampli del fons projectat: Francisco Mugica va filmar a París els exteriors que apareixen en la pel·lícula, incloent els que es veuen en les excursions del personatge de Parravicini.

## Repartiment
- Florencio Parravicini...	Domínguez
- Tito Lusiardo	 ...	Eustaquio Pedernera
- Irma Córdoba	 ...	Ángela Torres
- Enrique Serrano	 ...	Eleodoro López
- Hugo del Carril	 ...	Ricardo
- Juan Mangiante	 ...	Carlos Torres
- Alímedes Nelson	 ...	Ketty López
- Elvira Pagá	 ...	Ella misma
- Rosina Pagá...	Ella misma
- Carlos Morganti
- José Alfayate
- Amalia Bernabé	 ...	Turista argentina en París
- Héctor Méndez	 ...	Conductor del grupo
- Raúl Deval

## Comentari
Comenta Di Núbila que Romero va reconstruir en aquestes escenes pintoresques dels tres "ancorats" els seus esforços, més d'enginy que d'un múscul, per a subsistir; la seva eterna batalla per la quimèrica plata per al passatge, els seus recursos contra les escabellades propietàries de pensions; i també la seva melancolia en el seu tango Buenos Aires i els seus somnis frustrats. Remarca també la "formidable escena" de la partida de póqueer i assenyala que Romero no es va preocupar per criticar l'ètica dels seus personatges sinó que els va mostrar tal com ell els havia conegut, si bé va quedar implícita una simpatia cap a ells i cap a la seva solidaritat amb els necessitats.